# سانتا ماريا داس باريراس
سانتا ماريا داس باريراس بلدية في ولاية بارا في المنطقة الشمالية من البرازيل.   